# 陈宫
陳宮（2世纪—199年2月7日），字公臺，兗州東郡武陽縣（位於山東省與河南省之間）人，剛直烈壯，年少與海內知名之士皆連結。東漢末年天下大亂，為曹操的麾下，後叛投到呂布帳下。為呂布出謀獻策。呂布死亡後，拒絕向曹操投降，而被曹操揮淚絞刑。

## 生平

### 早年生活
陳宮是兗州東郡武陽縣（位於山東省與河南省之間）人，年少時與海內知名之士認識，當時董卓廢劉辯為弘農王而立漢獻帝導致天下大亂時，便加入曹操義兵陣營。。小说《三國演義》則以陈宫是东汉末年中牟县县令，捕获被通缉的曹操，却弃官随其私逃。
初平三年（192年），青州的百萬黃巾军入侵了兗州，轉入東平縣。兗州刺史劉岱想要攻打黃巾黨，濟北相鮑信勸他最好固守。劉岱不聽鮑信的勸告，與黃巾黨交戰，兵敗被殺。
劉岱既死，陳宮劝說曹操：「兗州今無主，我自请去兖州游說，让他们找你做州牧。你可以凭借此处征服天下，成就霸王之業。」陳宮到了兗州后游说別駕、治中等人：「今天下分裂而兗州無主。曹操是天下的大才，若把他迎接来做州牧，必能给百姓带来太平。」鮑信等同意。鮑信乃與州吏萬潛等至東郡迎曹操領兗州牧。曹操赴任后出兵擊黃巾于壽張東面。鮑信力戰而死。曹操击败黃巾，追击残敌至濟北。受降卒三十餘萬，男女百餘萬口，收其精銳者整军，號為“青州兵”。

### 叛曹迎呂
曹操在兗州的時候殺了名士邊讓，此舉在兗州士人圈引起極大恐慌與不滿，有許多當地士人出逃，而陳宮則決定反曹。興平元年（194年），曹操東征徐州陶謙，使程昱與荀彧留守鄄城，其將領陳宮屯東郡。陳宮與從事中郎許汜、王楷共謀反叛曹操，陳宮說服張邈：「今天下分崩，雄桀並起，君擁十萬之眾，當四戰之地，撫劒顧眄，亦足以為人豪，而反受制，不以鄙乎！今曹操東征，其處空虛，呂布壯士，善戰無前，迎之共據兗州，觀天下形埶，俟時事變通，此亦從橫一時也。」張邈與弟張超及陳宮等迎呂布為兗州牧，據濮陽，郡縣皆應。
呂布至，張邈使劉翊告荀彧：「呂布來助曹操擊陶謙，緊需請求軍糧。」眾疑惑。荀彧知張邈為叛亂，即緊守兵馬，急召東郡太守夏侯惇，而兗州諸城皆應呂布。時曹操大軍攻陶謙，留守兵少，而諸將多與張邈、陳宮通謀。夏侯惇至，其夜誅謀叛者數十人，眾乃定。豫州刺史郭貢率眾數萬來至城下，或言與呂布同謀，眾甚懼。郭貢求見荀彧，荀彧將往。夏侯惇等曰：「君一州鎮守，往必危險，不可。」荀彧則表示：「郭貢與張邈等，分非素結也，今來速，計必未定；及其未定說之，縱不為用，可使中立，若先疑之，彼將怒而成計。」郭貢見荀彧無懼意，認為鄄城難攻而退兵。
呂布軍降者，言陳宮取東阿，又使氾嶷取范，吏民皆恐。彧謂程昱曰：「今兗州反，唯有此三城。陳宮等以重兵臨之，非有以深結其心，三城必動。君，民之望也，歸而說之，殆可！」程昱乃歸，過范，說其令靳允：「聞呂布執君母弟妻子，孝子誠不可為心！今天下大亂，英雄並起，必有命世，能息天下之亂者，此智者所詳擇也。得主者昌，失主者亡。陳宮叛迎呂布而百城皆應，似能有為，然以君觀之，布何如人哉！夫布，粗中少親，剛而無禮，匹夫之雄耳。陳宮等以勢假合，不能相君也。兵雖眾，終必無成。曹操智略不世出，殆天所授！君必固范，我守東阿，則田單之功可立也。孰與違忠從惡而母子俱亡乎？唯君詳慮之！」靳允流涕：「不敢有二心。」時氾嶷已在縣，靳允伏兵刺殺氾嶷，歸勒允兵守。程昱又遣別騎絕倉亭津，陳宮至，不得渡。程昱至東阿，東阿令棗祗已率厲吏民，拒城堅守。又兗州從事薛悌與程昱協謀，终于堅守三城，以待曹操。
曹操引軍從東還，呂布攻鄄城不能下，西屯濮陽。曹操認為：「呂布一旦得一州，不能據東平，斷亢父、泰山之道乘險要我，而屯濮陽，我知其無能。」遂進軍攻之。布出兵戰，先以騎犯青州兵。青州兵奔，曹操陣亂，馳突火出，墜馬，燒左手掌。司馬樓異扶曹操上馬，遂引去。未至營止，諸將未與曹操相見，皆恐懼。曹操親自勞軍，令軍中準備攻城器具，再次進攻，與呂布攻守百餘日。蝗蟲起，糧食缺乏，引發吃人事件，呂布糧食亦盡，各引軍去。呂布東屯山陽。
荀彧向曹操表示：「昔日劉邦保關中，劉秀據河內，皆深根固本以制天下，進足以勝敵，退足以堅守，故雖有困敗而終濟大業。將軍本以兗州首事，平山東之難，百姓無不歸心悅服。且河、濟，天下之要地也，今雖殘壞，猶易以自保，是亦將軍之關中、河內也，不可以不先定。今以破李封、薛蘭，若分兵東擊陳宮，陳宮必不敢西顧，以其閒勒兵收熟麥，約食畜穀，一舉而呂布可破也。破呂布，然後南結揚州，共討袁術，以臨淮、泗。若舍呂布而東征徐州，多留兵則不足用，少留兵則民皆保城，不得樵採。布乘虛寇暴，民心益危，唯鄄城、范、衞可全，其餘非己之有，是無兗州也。若徐州不定，將軍當安所歸乎？且陶謙雖死，徐州未易亡也。彼懲往年之敗，將懼而結親，相為表裏。今東方皆以收麥，必堅壁清野以待將軍，將軍攻之不拔，略之無獲，不出十日，則十萬之眾未戰而自困耳。前討徐州，威罰實行，其子弟念父兄之恥，必人自為守，無降心，就能破之，尚不可有也。夫事固有棄此取彼者，以大易小可也，以安易危可也，權一時之勢，不患本之不固可也。今三者莫利，願將軍熟慮之。」曹操乃止。大收麥，復與呂布戰，二年間，曹操盡復收諸城，擊破呂布于鉅野。呂布敗走東奔劉備。兗州遂平。

### 郝萌叛變
建安元年（196年）六月，呂布部將郝萌發動叛亂，攻擊下邳府的廳事閤，呂布驚慌中全身赤裸裸急忙和某女子突破廁所的牆壁脫逃，到都督高順的營內，高順讓出督將位子給呂布。高順詢問呂布有沒有什麼可以依靠用來判斷敵人的線索，呂布只回答聽到河內人的話，高順判斷出敵人是郝萌，並且立即帶兵進入下邳府，斬殺郝萌，平定叛亂。事件結束後，呂布詢問曹性事情的起源，曹性答：「郝萌受袁術的鼓動而造反。」呂布又問：「有誰同謀嗎？」曹性回答說陳宮就是同謀，當時陳宮就坐在呂布旁臉發紅，呂布以陳宮為大將為由並不追究，後讓曹性統領郝萌餘部。

### 下邳敗亡
建安三年（198年）冬，曹操軍隊圍攻下邳時，曾獻計呂布親自帶大軍屯兵城外，與下邳互為犄角，本來呂布答應，但呂布的妻子認為陳宮有背叛曹操與勾結袁術兩項不忠不義的紀錄，把後方交給陳宮難保不會遭背叛而進言反對，呂布便聽信妻言而反悔，陳宮得知後氣到跳腳。三月後（十二月，199年），呂布軍心崩潰，部將侯成、魏續、宋憲叛變，縛其投降曹操。
當陳宮被縛，和曹操對話時，曹操問：「公臺你每次說你自己智計有餘，現在如何？」陳宮直指呂布：「就是這個人不聽我諫言才會有這下場，若聽我的，就不至於被捉了。」曹操一度勸他再度出仕自己，但陳宮不為所動，义正辞嚴地答道：“作為漢朝的臣子沒有報國盡忠，且作為人子沒有盡孝，理当一死。”
曹操再問起陳宮的母親、妻子及子女，陳宮以曹操的仁孝治政不會殘害家屬為由託付給曹操，並表明就死決心說：「请出就戮，以正军法。」隨即頭也不回的赴刑場就義而死，曹操泣而送之。陳宮與高順、呂布一起被縊殺，老母妻小一家由曹操所供養，侍從若有怠慢者，即斬殺之，陳宮女兒的婚事也為曹操安排。

## 評價
- 荀攸：「夫陳宮有智而遲」（《三國志·荀攸傳》）
- 赵蕤：“袁本初虎视河朔；刘景升鹊起荆州；马超、韩遂，雄据於关西；吕布、陈宫，窃命於东夏；辽河海岱，王公十数，皆阻兵百万、铁骑千群，合纵缔交，为一时之杰也。”“当是时，虽诸葛之智、陈宫之谋、吕布之勇、关张之功，无所用矣。此谓勇怯势也、强弱形也。救兵有三势，善战者恒求之於势。”（《长短经卷六·霸纪下》）
- 陈普：“何物曾奴董太师，原陵青草正萋萋。一时翔集多知处，独恨公台不择栖。”
- 罗贯中：“生死无二志，丈夫何壮哉！不从金石论，空负栋梁材。辅主真堪敬，辞亲实可哀。白门身死日，谁肯似公台！”“亚父忠言逢霸主，子胥剜目遇夫差。白门楼下公台死，致令今人发叹嗟。”“不识游鱼不识龙，要诛玄德拒曹公。虽然背却苍天意，谁似忠心映日红？”
- 黄山：“宫谓布不用其言，亦综平昔所言论耳。至谋使布自以步骑出屯于外，布尝自将千余骑出战而败矣。其言岂可用乎！”
- 李贽：“陈宫之智亦足与操相敌，但布不能用，亦未到出神入鬼妙处。如田氏之叛，乃宫教之也。何也？先启其机也，若在老手，只须自用一人作田使，不必使田氏知之乃可。”

## 藝術作品
- 在京劇劇目中，有傳統著名劇目名為《捉放曹》，陳宮於劇中為要角。劇中陳宮是東漢末年中牟縣縣令，一次捕獲行刺董卓未遂而出逃的曹操，慕其殺賊之勇氣及救國之高義，於是決定放過曹操，並隨其棄官私逃。二人逃到曹操父親曹嵩故友呂伯奢家中，受到熱情款待；曹操卻因疑心太重，誤以為呂伯奢家人欲擒二人報官求賞，因此殺掉其家人。得知誤會後二人連夜離開呂家，卻路遇打酒回來的呂伯奢，曹操不欲留患竟殺伯奢。陳宮不齒其所為，自覺誤信曹操，但又不忍殺之，於是毅然離開曹操。此劇於小說《三國演義》第四回亦有述及。
- 在小說《三國志平話》中，陳宮作為呂布謀士，建議呂布入主徐州，先前仕官於曹操和公孫瓚，大致上和正史相同。
- 在小說《三國演義》中，陳宮初登場於第四回。經歷「捉放曹」一事後，陳宮往投陶謙，擔任東郡從事。第十回曹操以報父仇之名興兵攻打徐州，陳宮往見曹操要求其罷兵，卻遭到拒絕。陳宮游說不成，往投陳留太守張邈。二人結引呂布，起兵偷襲曹操根據地兗州，從此陳宮成為呂布謀士。陳宮表現足智多謀，慷慨重義，多番陷曹操於險境。可惜呂布剛愎自用，多次不接納陳宮的進言，又沉迷酒色，誤信陳登父子，最後戰敗遭擒，陳宮亦於下邳城南門被曹操部將徐晃擒獲。白門樓前，曹操勸降陳宮，陳宮不肯屈降[4]，在嘉靖本同《三國志 张邈传》以自身的不忠表示羞愧[5][1]， 曹操忍痛下令斬首處決陳宮。陳宮死後，曹操以棺槨盛載其屍，葬於許昌。
  - 小說中陳宮曾被劉曄評價為「陳宮多計」；荀攸評其「有謀而遲」；小說在陳宮死後附一首五律：「生死無二志，丈夫何壯哉！不從金石論，空負棟樑材。輔主真堪敬，辭親實可哀。白門身死日，誰肯似公臺！」

### 動漫遊戲
- 真三國無雙系列/無雙OROCHI系列（光榮公司開發，宮崎寬務配音）
- 三國志
- 三國演義
- 《橫山光輝三國志》（橫山光輝）
- 《蒼天航路》（王欣太）
- 《火鳳燎原》（陳某）:設定為繼許臨後第二位聞名天下之智者，初為陶謙手下，在曹操 「奉孝殺戮」時，最早預測陶謙有不測，並要曹豹在陶謙有不測時以遺囑使呂布統領徐州，結果陶謙為典韋殺害，糜竺亮出遺囑[6]要劉備統領徐州而失敗，曾遊說呂布攻打曹操，在曹、呂濮陽及徐州之役為策劃，使呂布軍曾一度處於上風，後敗於司馬懿及荀彧、賈詡和郭嘉聯手，後被宋憲、魏續及侯成所擒，因拒降曹而被斬首。
- 《Fate/Grand Order》 、《Fate/Extella》：以「Caster」職階登場，寶具是「掎角一陣」。（真殿光昭配音）

### 影视
- 中國中央電視台電視劇《三國演義》（1994年）：李建义、修宗迪
- 台灣華視電視劇《三國英雄傳之關公》（1996年）：张绍铎
- 电视剧《曹操》（1999年）：周清亮
- 中國電視劇《呂布與貂蟬》（2001年）：谢沅江
- 中国中央电视台电视剧《武圣关公》（2004年）：钱文华
- 中國電視劇《三国》（2010年）：孙洪涛
- 电视剧《曹操》（2014年）：卢奔杰、高文
- 电视剧《武神赵子龙》（2016年）：闵健
- 电影 《真·三國無雙》 （2021年）：張兆輝